# كارول كاريميرا
كارول أومولينجا كاريميرا، (مواليد 1975)، هي ممثلة وراقصة وعازفة ساكسفون وكاتبة مسرحية رواندية.

## مشوارها
ولدت عام 1975 في بروكسل، وهي ابنة منفيين روانديين. عندما كانت طفلة، برعت كريمارا في الرياضيات وحلمت بفتح مخبز. درست كاريميرا في المعهد الوطني للمسرح والرقص في بروكسل. وفي عام 1994، عاد والدها الصحفي إلى بلجيكا نتيجة للإبادة الجماعية في رواندا. اكتشفت كاريميرا رواندا لأول مرة على دراجة نارية في عام 199. قدمت العديد من المسرحيات مثل «امرأة تروجان» ليوربيديس، و«المرأة الشبح» لكاي أدشيد، و«أناثيما»، قبل أن تبدأ مسيرتها السينمائية. بين عامي 2000 و 2004، لعبت الدور الرئيسي في رواندا 94. قام عمها جان ماري مويانغو بتأليف لحن العرض.
في عام 2005، لعبت كاريمارا دور جين في فيلم لراؤول بيك بعنوان «أحيانًا في أبريل» حول الإبادة الجماعية في رواندا. في العام نفسه قررت الاستقرار في كيغالي عصامة رواندا. عند انتقالها إلى البلاد، انخرطت كاريمارا في مشاريع ثقافية، بما في ذلك عرض مسرحيات تفاعلية في الحانات وفي شوارع المدن الرواندية من أجل خلق تاريخ مشترك. جنبا إلى جنب مع سيسيليا كانكوندا أنشأت كارول «كاتدرائية صوتية» بنيت من تسجيلات الذكريات التي يمكن للمشاركين فيها سرد ذكرياتهم عن رواندا قبل عام 1994. وفي عام 2006، أنشأت كاريمارا وسبع نساء أخريات مركز إيشيو للفنون في كيغالي لدعم الثقافة في العاصمة التي لم يكن بها مسرح حتى ذلك الحين.
تألقت كاريمارا بدور بياتريس في فيلم «مصنع جوجو» لعام 2007. حصلت على جائزة أفضل ممثلة في مهرجان سينما أفريكانو بإيطاليا. كتبت مسرحية «عند الساكن» حول تجارب النساء في بروكسل وكيجالي وسفران.
شغلت كاريمارا منصب نائب الأمين العام للشبكة الترئيسية، وكذلك الممثل القطري للشبكة الرئيسية في رواندا. لعبت دور البطولة في مسرحية لبيتر بروك عام 2016 بعنوان «أرض المعركة»، مبنية على قصة ماهابهاراتا. في عام 2018، حصلت كارول على جائزة أيام قرطاج المسرحية تكريمًا لعملها في المسرح في رواندا.